# Episodi di Happy Endings (prima stagione)
La prima stagione della serie televisiva Happy Endings, composta da 13 episodi, è stata trasmessa in prima visione negli Stati Uniti d'America da ABC dal 13 aprile al 24 agosto 2011.
In Italia la stagione è stata trasmessa in prima visione satellitare da Fox dal 26 gennaio all'8 marzo 2012, seguendo l'ordine di produzione degli episodi anziché quello della messa in onda statunitense; il 2 febbraio 2012, al posto del programmato episodio Le zombiadi, è stato erroneamente trasmesso l'episodio Amici, animali e appartamenti della seconda stagione. In chiaro è invece trasmessa da Canale 5 dal 17 dicembre 2012, seguendo l'ordine della programmazione statunitense.
| nº | Titolo originale                 | Titolo italiano                           | Prima TV USA   | Prima TV Italia  |
| -- | -------------------------------- | ----------------------------------------- | -------------- | ---------------- |
| 1  | Pilot                            | E vissero per sempre... amici e contenti? | 13 aprile 2011 | 26 gennaio 2012  |
| 2  | The Quicksand Girlfriend         | Il discorsetto                            | 13 aprile 2011 | 9 febbraio 2012  |
| 3  | Your Couples Friends & Neighbors | Coppie di amici e non solo                | 20 aprile 2011 | 1º marzo 2012    |
| 4  | Mein Coming Out                  | Outing                                    | 20 aprile 2011 | 23 febbraio 2012 |
| 5  | Like Father, Like Gun            | Padri e proiettili                        | 27 aprile 2011 | 8 marzo 2012     |
| 6  | Of Mice & Jazz-Kwon-Do           | Topi e Jazz-Kwon-Do                       | 4 maggio 2011  | 23 febbraio 2012 |
| 7  | Dave of the Dead                 | Le zombiadi                               | 4 maggio 2011  | 16 febbraio 2012 |
| 8  | The Girl With the David Tattoo   | Prendi nota!                              | 11 maggio 2011 | 8 marzo 2012     |
| 9  | You've Got Male                  | C'è un tosto per te                       | 11 maggio 2011 | 1º marzo 2012    |
| 10 | Bo Fight                         | Agguato a Bo                              | 18 maggio 2011 | 26 gennaio 2012  |
| 11 | Barefoot Pedaler                 | I Barefoot Pedaler                        | 18 maggio 2011 | 2 febbraio 2012  |
| 12 | The Shershow Redemption          | La redenzione di Shershow                 | 25 maggio 2011 | 8 marzo 2012     |
| 13 | Why Can't You Read Me?           | Come ti rubo la scena                     | 24 agosto 2011 | 16 febbraio 2012 |

## E vissero per sempre... amici e contenti?
- Titolo originale: Pilot
- Diretto da: Anthony e Joe Russo
- Scritto da: David Caspe

### Trama
Alex e Dave, insieme da dieci anni, sono all'altare e si stanno per sposare, quando all'improvviso entra un ragazzo sui pattini che convince Alex a scappare. Quando i due si ritroveranno di nuovo insieme per il trentesimo compleanno di Penny, litigheranno e rovineranno la festa.
- Ascolti USA: telespettatori 7.301.000 – share 7%[3]

## Il discorsetto
- Titolo originale: The Quicksand Girlfriend
- Diretto da: Jeff Melman
- Scritto da: Josh Bycel

### Trama
Dave va a letto con una ragazza e, nonostante inizialmente non volesse nulla di serio, per educazione la mattina dopo la chiama, rimanendo invischiato in una storia seria con lei; riluttante a farle il "discorsetto" per lasciarla, segue il consiglio di Brad e Max, che ritengono sia meglio scaricarla poco alla volta. Alex è intanto impegnata nella ricerca di una nuova coinquilina e Jane cerca di aiutarla, ma la sorella decide da sola ritrovandosi così in casa una cam girl. Intanto Penny, che vorrebbe trascorre del tempo con un amico gay più "effeminato", inizia a frequentare un conoscente di Max.
- Ascolti USA: telespettatori 5.700.000 – share 6%[3]

## Coppie di amici e non solo
- Titolo originale: Your Couples Friends & Neighbors
- Diretto da: Fred Savage
- Scritto da: Josh Bycel

### Trama
- Ascolti USA: telespettatori 4.591.000 – share 5%[4]

## Outing
- Titolo originale: Mein Coming Out
- Diretto da: Jeff Melman
- Scritto da: Gail Lerner

### Trama
I genitori di Max arrivano in città e il ragazzo invita Penny, da sempre la sua "copertura eterosessuale", ad andare a cena tutti insieme; Penny ha tuttavia già in programma un appuntamento al buio. Max chiede quindi a Jane di fargli da copertura, ma gli amici lo consigliano nel fare definitivamente coming out coi suoi. Nel frattempo Penny incontra un uomo affascinante, ma che di cognome fa Hitler, facendosi così mille paranoie sul loro ipotetico futuro assieme.
- Note: nella versione in lingua italiana dell'episodio, viene erroneamente utilizzato il termine outing anziché l'originale – e più corretto – coming out.
- Ascolti USA: telespettatori 3.875.000 – share 4%[4]

## Padri e proiettili
- Titolo originale: Like Father, Like Gun
- Diretto da: Tristram Shapeero
- Scritto da: Daniel Libman, Matthew Libman

### Trama
- Note: nella versione originale dell'episodio, i ragazzi incontrati da Alex e Penny sono italiani; nel doppiaggio italiano – essendo impossibile rendere evidente la differenza linguistica – i ragazzi sono stati trasformati in spagnoli.
- Ascolti USA: telespettatori 5.169.000 – share 5%[5]

## Topi e Jazz-Kwon-Do
- Titolo originale: Of Mice & Jazz-Kwon-Do
- Diretto da: Troy Miller
- Scritto da: Rob Kerkovich, Todd Waldman

## Le zombiadi
- Titolo originale: Dave of the Dead
- Diretto da: Randall Einhorn
- Scritto da: Leila Strachan

### Trama
Max e Jane si sfidano su chi sopravvivrebbe più a lungo dei due in un attacco zombie. Nel frattempo Penny esce con un hipster e Max le dà consigli su come comportarsi. Dave si convince intanto di vivere una vita piatta e vuota, lasciandosi tentare dal lasciare il lavoro per aprire un ristorante; Alex lo convince che è un progetto fuori dalla sua portata e di partire invece da qualcosa di più semplice, comprando un furgone per cibo da strada.

## Prendi nota!
- Titolo originale: The Girl With the David Tattoo
- Diretto da: Jay Chandrasekhar
- Scritto da: Prentice Penny

## C'è un tosto per te
- Titolo originale: You've Got Male
- Diretto da: Matt Shakman
- Scritto da: Leila Strachan

## Agguato a Bo
- Titolo originale: Bo Fight
- Diretto da: Joe Russo
- Scritto da: David Caspe

### Trama
Max convince Dave a dare una lezione all'uomo che gli ha portato via Alex sull'altare. La stessa ragazza, non abituata da anni a essere single, trascina Penny a un corso di cucina. Nel frattempo Jane, dopo che la sorella le confessa che il suo rapporto con Dave era morto anche a causa della monotonia, convince Brad a trascorrere la serata fuori casa.

## I Barefoot Pedaler
- Titolo originale: Barefoot Pedaler
- Diretto da: Anthony Russo
- Scritto da: Gail Lerner

### Trama
Alex e Dave, determinati a dimostrare agli amici che riescono finalmente a stare insieme senza litigare, vanno al concerto dei Barefoot Pedaler insieme agli altri. Qui, Dave incontra un suo ex compagno, che lo prende in giro dicendogli di aver visto su YouTube il video del suo mancato matrimonio: è la scintilla che riporta i due ex fidanzati ai ferri corti. Nel mentre Penny cerca di andare nel backstage del concerto, per incontrare il violinista con cui andò a letto anni prima e che è convinta pensi ancora a lei.

## La redenzione di Shershow
- Titolo originale: The Shershow Redemption
- Diretto da: Lee Shallat Chemel
- Scritto da: Todd Linden, Sierra Teller Ornelas, Stephen Basilone, Annie Mebane

## Come ti rubo la scena
- Titolo originale: Why Can't You Read Me?
- Diretto da: Lee Shallat Chemel
- Scritto da: Prentice Penny